# Loi demi-normale
En théorie des probabilités et en statistique, la loi demi-normale est un cas particulier de la loi normale repliée.
Soit {\displaystyle X} une variable aléatoire de loi normale centrée, {\displaystyle X\sim {\mathcal {N}}(0,\sigma ^{2})}, alors {\displaystyle Y=|X|} est de loi demi-normale. En particulier, la loi demi-normale est une loi normale repliée de paramètre 0 et {\displaystyle \sigma }.

## Caractérisations

### Densité de probabilité
La densité de probabilité de la loi demi-normale est donnée par :
{\displaystyle f_{Y}(y;\theta )={\begin{cases}{\frac {\sqrt {2}}{\sigma {\sqrt {\pi }}}}\exp \left(-{\frac {y^{2}}{2\sigma ^{2}}}\right)&{\text{ si }}y>0\\0&{\text{ sinon.}}\end{cases}}}
L'espérance est :
{\displaystyle \mathbb {E} [Y]=\mu ={\frac {\sigma {\sqrt {2}}}{\sqrt {\pi }}}}.
En faisant le changement de variable : {\displaystyle \theta ={\frac {\sqrt {\pi }}{\sigma {\sqrt {2}}}}}, utile lorsque {\displaystyle \sigma } est proche de zéro, la densité prend la forme :
{\displaystyle f_{Y}(y;\theta )={\begin{cases}{\frac {2\theta }{\pi }}\exp \left(-{\frac {y^{2}\theta ^{2}}{\pi }}\right)&{\text{ si }}y>0\\0&{\text{ sinon.}}\end{cases}}}
L'espérance est alors :
{\displaystyle \mathbb {E} [Y]=\mu ={\frac {1}{\theta }}}.

### Fonction de répartition
La fonction de répartition de la loi demi-normale est donnée par :
{\displaystyle F_{Y}(y;\sigma )={\begin{cases}{\displaystyle \int _{0}^{y}{\frac {1}{\sigma }}{\sqrt {\frac {2}{\pi }}}\,\exp \left(-{\frac {x^{2}}{2\sigma ^{2}}}\right)\,\mathrm {d} x}&{\text{ si }}y>0\\[3pt]0&{\text{ sinon.}}\end{cases}}}
En utilisant le changement de variable {\displaystyle z=x/({\sqrt {2}}\sigma )}, la fonction de répartition peut s'écrire
{\displaystyle F_{Y}(y;\sigma )={\begin{cases}{\displaystyle {\frac {2}{\sqrt {\pi }}}\,\int _{0}^{y/({\sqrt {2}}\sigma )}\exp(-z^{2})\,\mathrm {d} z={\mbox{erf}}\left({\frac {y}{{\sqrt {2}}\sigma }}\right),}&{\text{ si }}y>0\\[3pt]0&{\text{ sinon.}}\end{cases}}}
où erf est la fonction d'erreur.

### Variance
La variance est :
{\displaystyle \operatorname {Var} (Y)=\sigma ^{2}\left(1-{\frac {2}{\pi }}\right).}
Puisqu'elle est proportionnelle à la variance {\displaystyle \sigma ^{2}} de X, {\displaystyle \sigma } peut être vu comme un paramètre d'échelle de cette nouvelle loi.

### Entropie
L'entropie de la loi demi-normale est
{\displaystyle H(Y)={\frac {1}{2}}\log \left({\frac {\pi \sigma ^{2}}{2}}\right)+{\frac {1}{2}}.}

## Liens avec d'autres lois
- La loi demi-normale est un cas particulier de la loi normale repliée avec μ = 0.
- {\displaystyle ({\frac {Y}{\sigma }})^{2}} suit une loi du χ² à un degré de liberté.